# Baie de Palma
La baie de Palma est une baie d'Espagne située au sud-ouest de l'île de Majorque, dans les îles Baléares.

## Présentation
Elle est formée par les côtes appartenant aux municipalités de Palma, Calviá et Llucmajor. Elle est limitée à l'ouest par le cap de Cala Figuera et à l'est par le cap Blanc où se trouve le phare de Cabo Blanco.

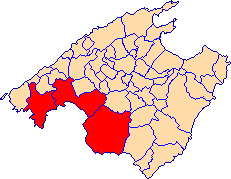
Carte des municipalités baignées par la baie de Palma.

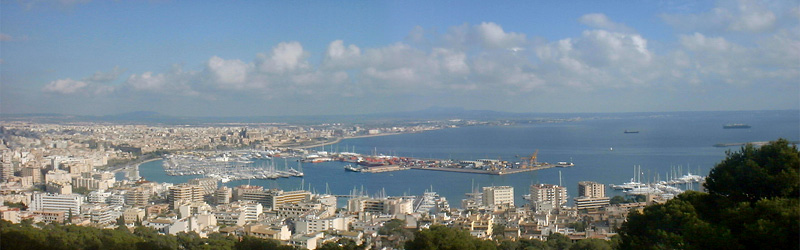
Vue de la baie depuis le château de Bellver.

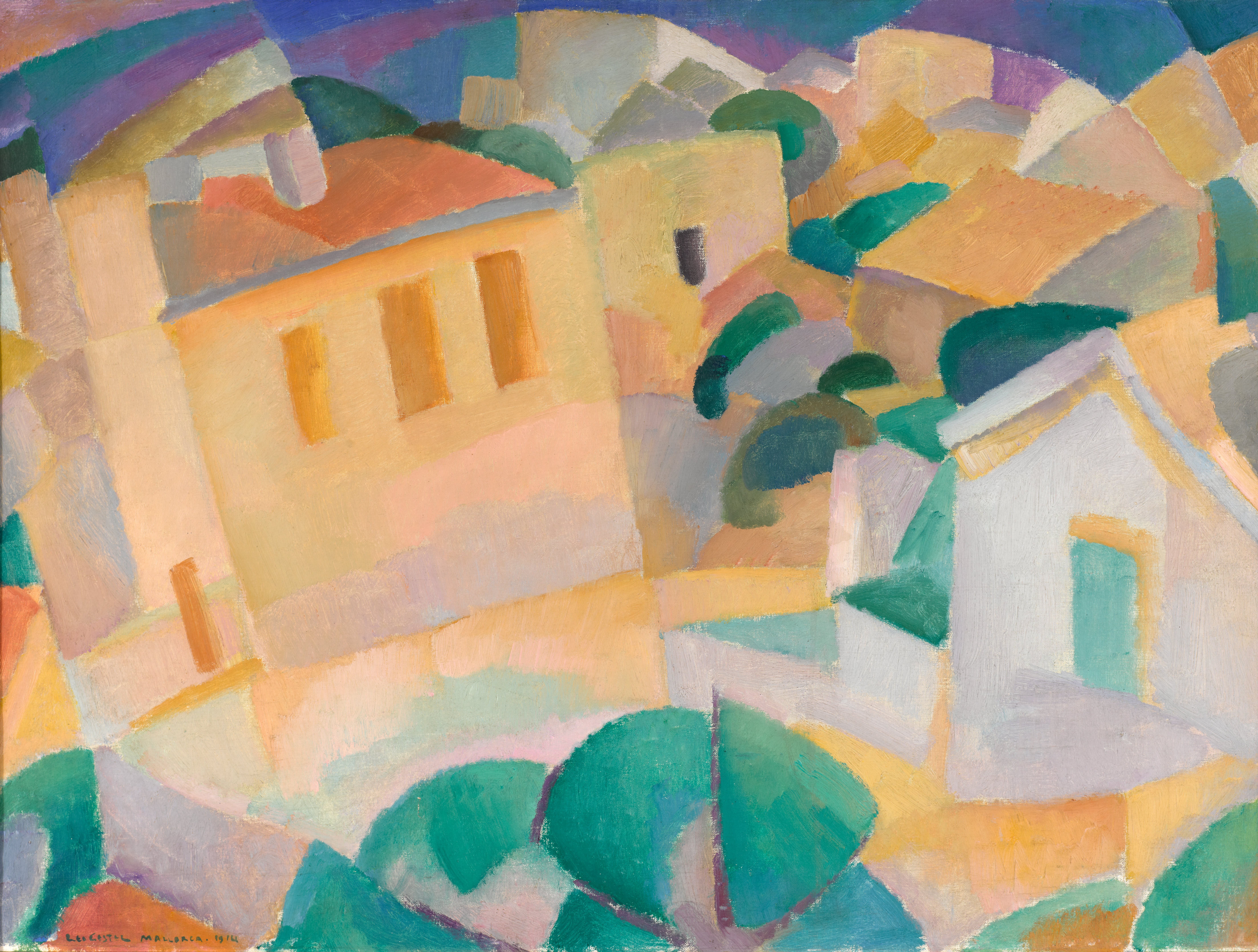
Mallorca, Terreno, par Leo Gestel, un tableau de 1914. Ce peintre néerlandais s'est installé dans la baie de Palma avec Else Berg et Mommie Schwarz. Ensemble, ils participeront plus tard à l'école de Bergen.